# 高石組
高石組，是台灣日治時代的土木建築會社之一。曾參與許多大型土木工程，如：兒玉總督後藤民政長官紀念博物館（現 台灣博物館）、台灣總督府廳舍之一部、日月潭水力電氣工事第五工區、桃園大圳等。

## 簡介
高石組於明治33年（1900年）由高石忠慥設立，本社位在台北市大和町。大正6年（1917）由女婿高石威泰繼任社長。大正9年（1920年）改組為株式會社。高石組的營業項目包括土木建築承包、土木建築材料販賣、建物租賃及附帶事業等。「高石組本社」(即臺北撫臺街洋樓)已指定為台北市市定古蹟。